# Stafford (fleuve)
Pour les articles homonymes, voir Stafford.
Le fleuve Stafford  (en anglais : Stafford River) est un cours d’eau de la région de la  West Coast dans l’Île du Sud de la Nouvelle-Zélande.

## Géographie
Il s’écoule vers le nord, atteignant la Mer de Tasman à 10 kilomètres à l’ouest de l’extrémité ouest de la baie de Jackson.